# Jean-Pierre Elkabbach
Pour les articles homonymes, voir Elkabbach.
Haïm Jean-Pierre El Kabbach, dit Jean-Pierre Elkabbach, né le 29 septembre 1937 à Oran (Algérie) et mort le 3 octobre 2023 à Paris, est un journaliste, homme de médias, présentateur de radio et de télévision et éditorialiste français.
Après avoir débuté sur Radio Alger dans les années 1960, il devient présentateur de journaux télévisés et d'émissions politiques telles que Actuel 2 et Cartes sur tables, tout d'abord à l'ORTF puis sur Antenne 2. Il travaillera ensuite sur La Cinq, France 2 et France 3, TF1 ainsi que Public Sénat, où il anime Bibliothèque Médicis pendant dix-huit ans.
Il a aussi exercé sur France Inter, Radio France et Europe 1, où il a notamment animé le magazine Découvertes et Le Club de la presse.
Il a également occupé différents postes de direction, en étant directeur général de France Inter en 1987-1988, président de France Télévisions de 1993 à 1996, de Public Sénat de 2000 à 2009 et d'Europe 1 de 2005 à 2008 au sein du groupe Lagardère Media.
De janvier 2018 à l'été 2019, après être devenu conseiller du président de la chaîne d’information en continu CNews à plus de 80 ans, il intervient quotidiennement dans la matinale de la chaîne, pour y réaliser une interview politique d'une dizaine de minutes. Après une interruption pour raisons de santé, il reprend l’antenne sur la chaîne en animant une émission d’interviews chaque dimanche pendant une heure vers la fin d’après-midi. En août 2021, après la reprise d'Europe 1 par Vincent Bolloré, Jean-Pierre Elkabbach retrouve l'antenne de la radio jusqu'à sa mort.

## Biographie

### Famille et enfance
Haïm Jean-Pierre El Kabbach, dit Jean-Pierre Elkabbach, est né le 29 septembre 1937 dans une famille juive d'Oran, en Algérie,. Il a un frère et une sœur plus jeunes que lui. Son père, Charles Elkabbach, négociant en import-export, est passionné de football et sera notamment vice-président de l'Olympique de Marseille ; sa mère, Anne Sadok (1910-2000), est femme au foyer.
Son enfance est marquée par la mort de son père le 3 octobre 1949, lors du Yom Kippour alors qu'il lisait une prière à la grande synagogue d'Oran. Depuis, il est devenu « juif laïc » et lui a fait la promesse de rendre son nom célèbre.

### Études et théâtre
Après des études au lycée Lamoricière d'Oran, où il devient lauréat Zellidja, il décroche son baccalauréat et part pour Paris faire des études à l'Institut français de presse. Il étudie également à la faculté des lettres de l'université de Paris, et valide une première année d'études à l'Institut d'études politiques de Paris en 1959,.
En parallèle de ses études, Jean-Pierre Elkabbach suit des cours de théâtre, une passion acquise depuis son appartement à Oran, où il entendait de son balcon chanteurs et comédiens répéter dans le théâtre d'Oran.

### Débuts professionnels
Au cours de ses vacances de l'été 1960 en Algérie, il entre à Radio Alger et, devant sa motivation, le rédacteur en chef le prend en stage. Journaliste à Oran, Alger et Constantine, il est arrêté, lors du putsch des généraux en 1961, par les militaires putschistes qui lui reprochent d'être un pied-noir traître à l'Algérie française. Il est alors nommé à Paris, où il travaille à l'Office de radiodiffusion télévision française jusqu'en 1968, quand, pour avoir fait grève, il est « mis au placard » et muté à Toulouse, puis envoyé comme correspondant à Bonn.

### Carrière médiatique
En 1970, il devient présentateur du journal télévisé de la première chaîne. En 1972, il rejoint la deuxième chaîne pour y occuper la même fonction jusqu'en 1974, tout en animant le magazine Actuel 2. En 1974, il présente la tranche d'information de midi de France Inter, puis il est successivement, à partir de 1975, rédacteur en chef de France Inter, rédacteur en chef à la direction de l'information de Radio France et directeur de l'information d'Antenne 2 en 1977. En particulier, il commente le couronnement de Jean-Bedel Bokassa, empereur de Centrafrique en décembre 1977. En octobre 1979, il écarte Claude Sérillon de la présentation de la revue de presse de la chaîne, ce dernier y ayant traité de l'affaire des diamants de Bokassa. 
De 1977 à 1981, il anime différentes émissions, dont Cartes sur table, avec Alain Duhamel. Invention de l’humoriste Thierry Le Luron, la phrase que lui aurait lancée Georges Marchais, secrétaire du Parti communiste, « Taisez-vous, Elkabbach ! » connaît un certain succès public au point de devenir le titre d'un livre écrit par le journaliste avec son épouse, Nicole Avril, en 1982. Cette phrase semble être un raccourci d'une phrase — « me coupez pas la parole… » — que Georges Marchais avait pour habitude de lancer dans ses entretiens quand il était agacé par l'intervention hâtive d'un journaliste.
Lors de la soirée électorale du 10 mai 1981 diffusée sur Antenne 2 et Europe 1, Jean-Pierre Elkabbach annonce, aux côtés d'Étienne Mougeotte, la victoire de François Mitterrand à l'élection présidentielle. Jugé proche de la majorité sortante, il est évincé de l'antenne à la suite de l'élection de ce dernier. La même année, il rejoint Europe 1, où il est successivement animateur de Découvertes jusqu'en 1987, directeur d'antenne et présentateur du 8 h - 9 h de 1987 à 1988, puis directeur général adjoint en 1988.
En novembre 1990, il devient conseiller auprès du président et du directeur général de La Cinq, Yves Sabouret. Il conserve cependant à Europe 1 ses fonctions de directeur général adjoint, ainsi que ses émissions. En 1991, pour cette chaîne de télévision, il présente le magazine Pile et face et coanime avec Pierre Géraud l'émission dominicale Dimanche, 20 h 10, Elkabbach jusqu'au 5 avril 1992, une semaine avant la disparition de la chaîne privée. 
Il anime ensuite l'émission politique Repères sur France 3 de septembre 1992 à décembre 1993. Entre avril 1993 et juin 1994, il s'entretient à plusieurs reprises avec François Mitterrand pour le documentaire François Mitterrand : Conversations avec un président, diffusé en cinq volets sur France 2, en 2001, cinq ans après la mort de l'ancien président de la République.
Le 13 décembre 1993, Jean-Pierre Elkabbach est élu président de France Télévision (France 2 et France 3). Il prend ses fonctions le 20 décembre suivant, succédant à Hervé Bourges. Il lance alors le gimmick « Osons ! », qui sera moqué notamment par Les Guignols de l'info. Sous sa présidence, le service public voit les retours en 1994, sur France 2, des animateurs Michel Drucker, Jean-Luc Delarue et du journaliste Étienne Leenhardt, l'arrivée d'Arthur, les débuts à la télévision de Laurence Ferrari et Benjamin Castaldi ainsi que les départs de Laurent Ruquier, et de Charly et Lulu en 1995 (arrivés en 1994). Après être apparu sur France 3 en 1994, Jean-Luc Reichmann devient animateur sur France 2 en 1995. Elkabbach interviewe le président 
de la République François Mitterrand le 12 septembre 1994, en première partie de soirée et en direct sur France 2[à développer]. À la suite de cet entretien (d'une durée d'1 heure et 25 minutes) a lieu le premier numéro du talk-show Ça se discute de Jean-Luc Delarue. 
En 1996, Jean-Pierre Elkabbach est contraint de partir de la présidence de France Télévision, à la suite du scandale des contrats faits aux animateurs-producteurs, notamment Jean-Luc Delarue, Nagui et Arthur. Un rapport des dépenses de la télévision française révèle pour la première fois les montants de ces contrats (qui n'étaient alors jamais divulgués) et des avances versées aux-dits animateurs-producteurs. En effet, le coût des émissions produites et des avances versées était en décalage avec le coût apparent à l'écran. La polémique enfle, notamment à cause des Guignols qui décrivent Elkabbach et les animateurs comme des « voleurs de patates ». Un expert est accrédité par le tribunal de commerce de Paris pour juger du coût réel des programmes, plus particulièrement ceux produits par Réservoir Prod, la société de production de Jean-Luc Delarue, qui se lancera alors dans une bataille juridique contre la chaîne de télévision. Jean-Pierre Elkabbach devra s'expliquer devant les employés de France Télévision, à l'Assemblée nationale et au Sénat. Le personnel de la chaîne, suspicieux du lien qui le lie aux animateurs, votera pour la première fois la défiance contre son président. Acculé, il démissionne de son poste le 31 mai et Xavier Gouyou-Beauchamps lui succède le 2 juin 1996.
Par ailleurs, il est condamné en avril 1996 à une amende pour avoir tenu des propos manquant de mesure et d'objectivité, à la suite d'une plainte de Martine Aubry.
En 1997, il refuse de prendre sa retraite, expliquant qu'il est impliqué sur plusieurs projets[réf. nécessaire].

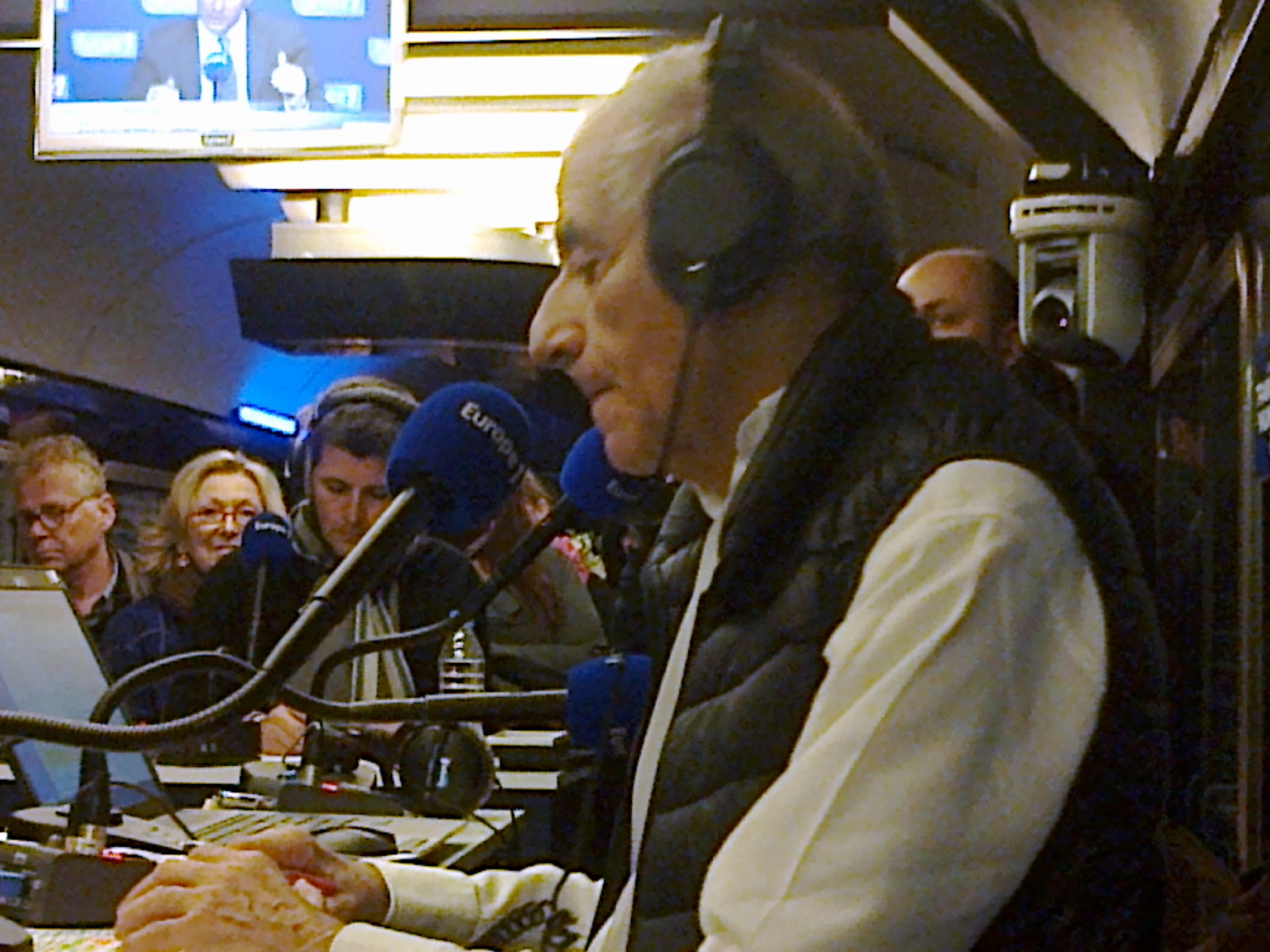
Jean-Pierre Elkabbach lors de la matinale d'Europe 1 à la gare de Lyon (Paris), le 21 mars 2014.

Il revient alors à Europe 1 pour animer l'émission L'invité du matin à 8 h 20 et le Club de la presse jusqu'en juillet 2000. Nommé conseiller spécial pour la stratégie des médias du groupe en 1990 par Jean-Luc Lagardère, il devient en avril 2005 directeur général de l'antenne d’Europe 1 et administrateur de Lagardère Active Broadcast, tout en conservant son émission matinale. En 2005, il est nommé président d'Europe 1 par Arnaud Lagardère, président de Lagardère Media. Il est contesté au sein de sa rédaction, d'abord en février 2006, pour avoir demandé conseil à Nicolas Sarkozy avant de choisir un journaliste politique suivant le ministre de l'Intérieur, puis, durant la campagne présidentielle de 2007, où il est accusé d'être partial en faveur du candidat de l'UMP. Après l'annonce erronée de la mort de Pascal Sevran, dans le journal de 19 heures d'Europe 1 du 21 avril 2008, qu'il considère d'abord comme « une erreur collective », il doit confirmer qu'il est l'auteur de l'information, et qu'il s'agit là d'une faute individuelle. En mai 2008, il doit s'expliquer devant le Conseil supérieur de l'audiovisuel, qui adresse une mise en demeure à la station. Un mois plus tard, début juin 2008, il est remplacé à la présidence d'Europe 1 par Alexandre Bompard, qui dirigeait jusqu'alors le pôle sport de Canal+. Tout en restant à l'antenne pour son entretien matinal, Jean-Pierre Elkabbach est nommé à la tête de Lagardère News, une structure rassemblant les médias d'information du groupe Lagardère.
À partir de décembre 1999, parallèlement à ses activités sur Europe 1 et pendant trois mandats, il préside la chaîne parlementaire Public Sénat, où il anime l'émission littéraire Bibliothèque Médicis. En avril 2009, Gilles Leclerc lui succède à la présidence de la chaîne mais Jean-Pierre Elkabbach poursuit toutefois son émission littéraire Bibliothèque Médicis jusqu'à l'arrêt de l'émission en janvier 2018. En avril 2012, il fait partie du jury de l'émission Qui veut devenir président ? sur France 4.

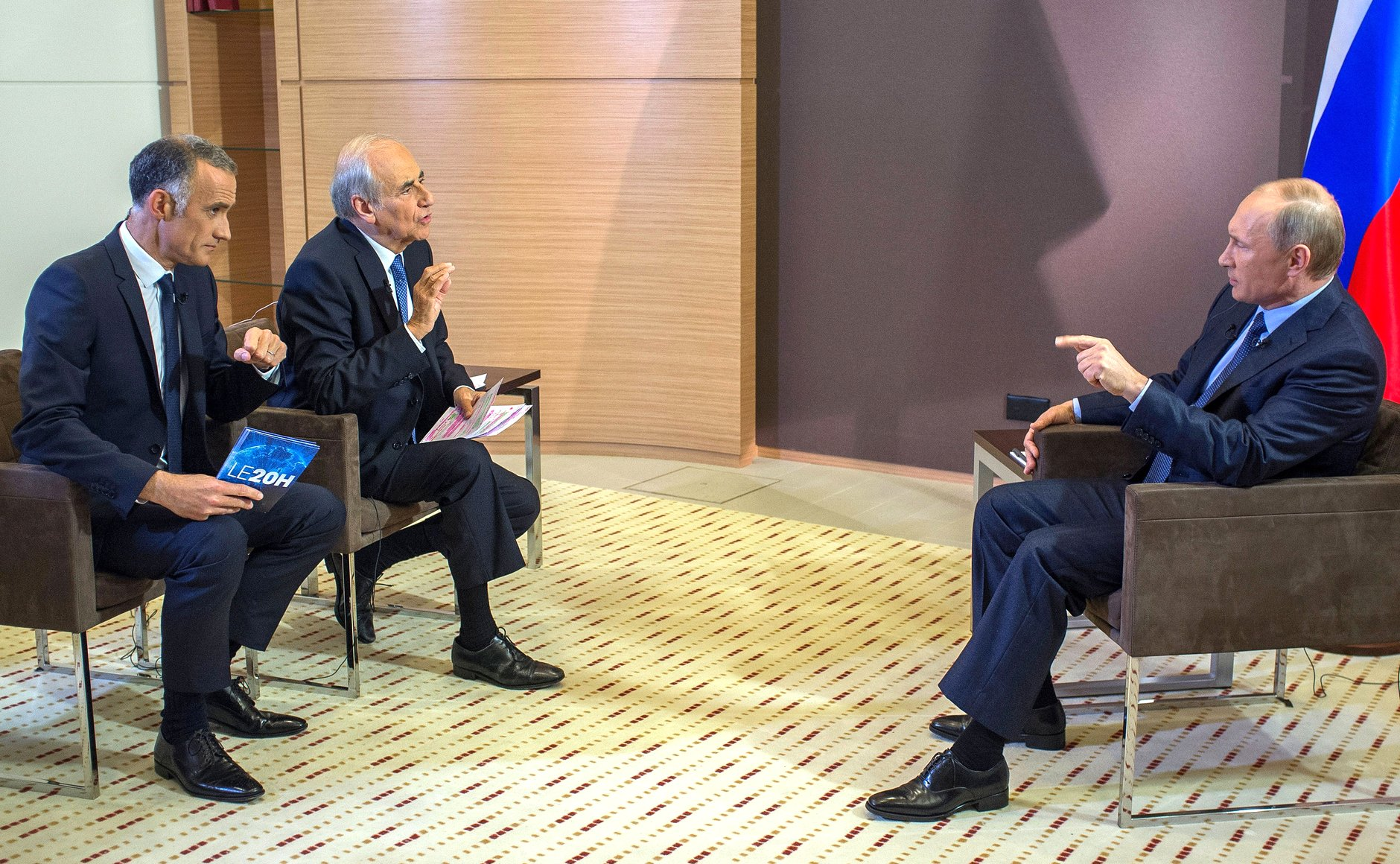
Jean-Pierre Elkabbach et Gilles Bouleau en entretien avec Vladimir Poutine à Sotchi, le 3 juin 2014.

À partir de janvier 2017, il est remplacé par Fabien Namias à la tête de l'interview politique quotidienne de 8 h 20 en semaine sur Europe 1 et par Antonin André pour le Grand Rendez-Vous.
Il rejoint CNews le 11 janvier 2017, et est nommé à 79 ans conseiller de l'actionnaire majoritaire Vincent Bolloré, qui dirige cette chaîne. En août 2021, après la reprise d'Europe 1 par Vincent Bolloré, Jean-Pierre Elkabbach retrouve l'antenne de la radio. Il est amené à effectuer les grands entretiens matinaux du week-end.

### Prises de position
En 2005, Jean-Pierre Elkabbach se déclare en faveur du « Oui » au référendum sur le traité établissant une constitution pour l'Union européenne.

### Dans la fiction
Jean-Pierre Elkabbach joue son propre rôle dans la série télévisée Baron noir (2016), en interrogeant, en compagnie d'Arnaud Leparmentier et de Michaël Darmon, dans son émission Le Grand Rendez-vous diffusée par Europe 1, i-Télé et Le Monde, le président de la République fictif, Francis Laugier (incarné par Niels Arestrup).

### Vie privée
Marié le 31 mai 1974 à Nicole Avril, Jean-Pierre Elkabbach est aussi le père de l'actrice Emmanuelle Bach, de son vrai nom Elkabbach, issue d'une relation avec Holda Trenkle — dite Holda Fonteyn — en 1968.

### Mort

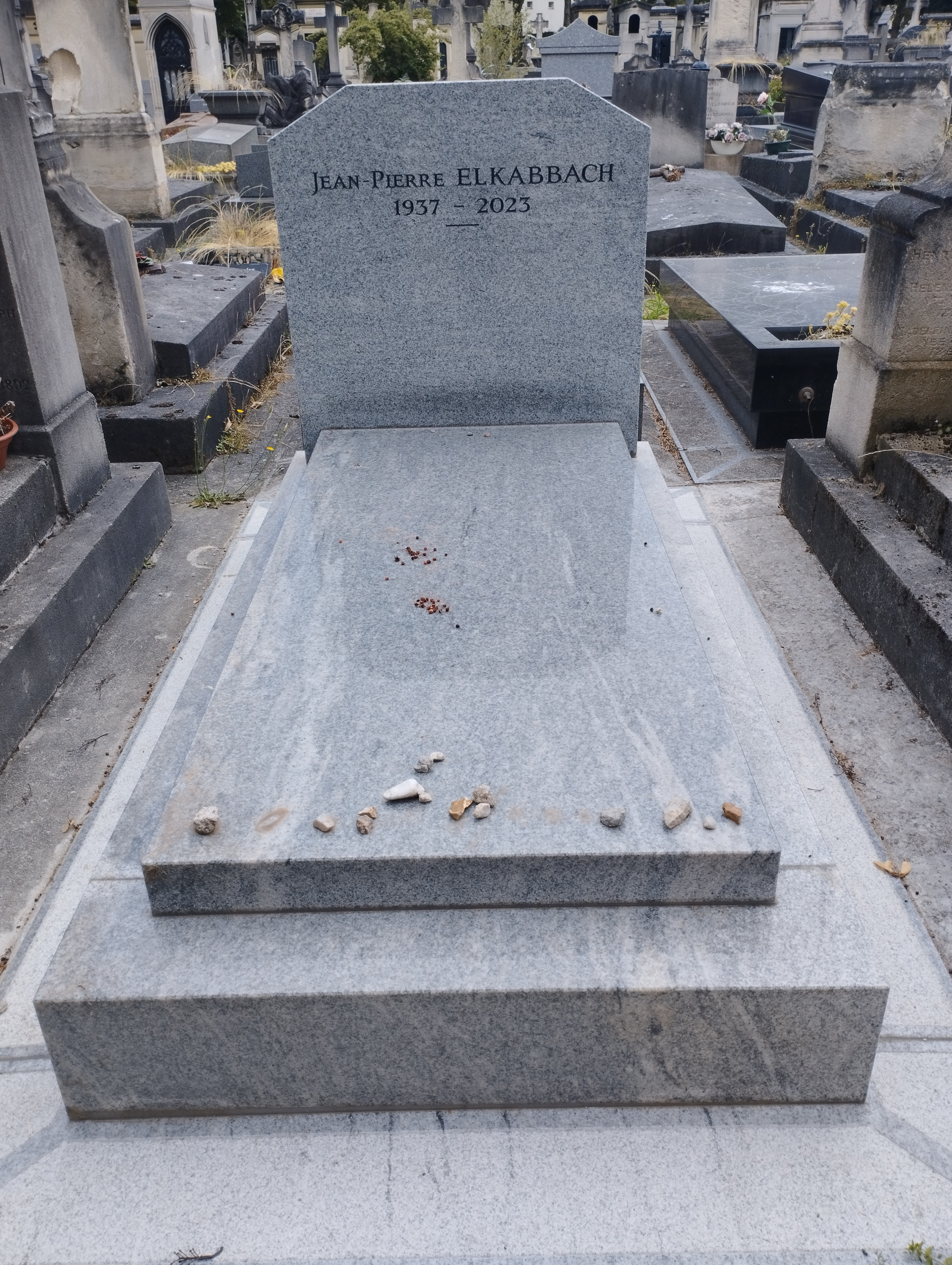
Tombe de Jean-Pierre Elkabbach au cimetière du Montparnasse (division 18).

En 2019, Jean-Pierre Elkabbach subit une très lourde opération chirurgicale visant à lui retirer un sarcome de grande taille, et il est de nouveau opéré pendant l'été 2023. Le 1er octobre 2023, Jean-Pierre Elkabbach est victime d'une chute accidentelle, entraînant une aggravation de son état. Il meurt le surlendemain à l'âge de 86 ans dans le 15e arrondissement de Paris.
Ses obsèques, présidées par Haïm Korsia, grand rabbin de France, ont lieu le 6 octobre 2023 au cimetière du Montparnasse (division 18) à Paris, en présence de nombreuses personnalités, parmi lesquelles Michel Drucker, Pascal Praud, François Hollande ou encore Arnaud Montebourg.

## Critiques
Jean-Pierre Elkabbach est accusé d'être trop proche du pouvoir, par exemple par l'émission satirique Les Guignols de l'info ou dans un essai intitulé Profession : Elkabbach, par Vincent Quivy, paru en 2009,. Dans cet ouvrage, la longévité du journaliste est présentée comme liée à sa familiarité avec les dirigeants et ses concessions pour s'attirer leurs grâces.

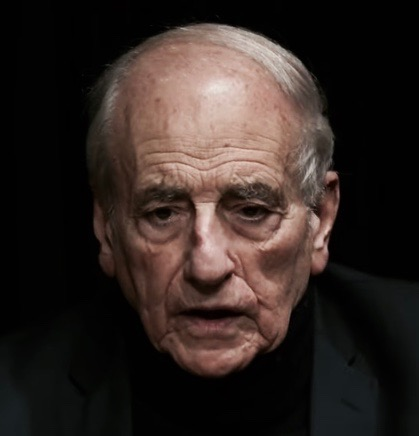
Jean-Pierre Elkabbach en 2022.

D'après le journaliste Paul Amar, Jean-Pierre Elkabbach aurait sollicité le soutien de Nicolas Sarkozy, ministre du Budget et de la Communication et porte-parole du gouvernement, pour une nomination comme président de France 2 et France 3 en échange d'un soutien à Édouard Balladur à l'élection présidentielle de 1995,.
Le chanteur Alex Beaupain cite « Elkabbach » et sa « mise au placard » après l'arrivée de François Mitterrand au pouvoir en 1981 dans sa chanson Au départ (album Pourquoi battait mon cœur, 2011).
L'absence supposée d'indépendance de Jean-Pierre Elkabbach est régulièrement pointée par des médias tels que le mensuel Le Monde diplomatique,, l'hebdomadaire satirique Le Canard enchaîné ou encore le site de critique des médias Acrimed, tandis que le magazine d'actualité Le Point le considère comme « proche de la droite ».
Ségolène Royal a dénoncé à plusieurs reprises les méthodes de Jean-Pierre Elkabbach ; allant jusqu'à refuser plusieurs fois, pendant la campagne présidentielle française de 2007, d'être interrogée par ce dernier. Ils se reconcilient et le journaliste l'interviewe à nouveau en 2014[réf. nécessaire].
En 2020, Mediapart, s'appuyant sur des écoutes téléphoniques réalisées en 2013 dans le cadre de l’enquête sur le supposé financement libyen de la campagne de Nicolas Sarkozy, révèle que Jean-Pierre Elkabbach précisait les questions qu'il allait poser lors d'interview au ministre Brice Hortefeux, mais aussi les réponses que pouvait donner l'ex-ministre de l'Intérieur.

## Publications
- Jean-Pierre Elkabbach et Nicole Avril, Taisez-vous Elkabbach !, éditions Flammarion, 1982, 348 p. (ISBN 978-2-08-064421-3, LCCN 82153307)
- Jean-Pierre Elkabbach avec Édouard Balladur, Passion et longueur de temps : dialogues avec Jean-Pierre Elkabbach, Paris, éditions Fayard, 1989 (ISBN 978-2-213-02330-4)
- Jean-Pierre Elkabbach, 29 mois et quelques jours, Paris, éditions Grasset, 1997, 345 p. (ISBN 978-2-246-54341-1, LCCN 97169395)
- Jean-Pierre Elkabbach (avec Martin Veber), Les Rives de la mémoire, Bouquins, coll. « Mémoires », 2022, 440 p. (ISBN 978-2-38292-140-1)

## Distinctions
- Commandeur de la Légion d'honneur promu sur le contingent du Premier Ministre Manuel Valls en juillet 2014[45] ; en mai 2009, l'ancien président français Jacques Chirac lui remet les insignes d'officier de la Légion d'honneur[46],[47].
- Officier de l'ordre national du Mérite (Tunisie) en avril 2016[48].
- Citoyen d'honneur de sa ville natale d'Oran en avril 2011[49].